# Связь в Люксембурге
Связь в Люксембурге находится на достаточно высоком уровне, несмотря на небольшое население страны. В стране находятся штаб-квартиры крупнейшей в мире телерадиокомпании RTL Group и спутникового оператора SES (штаб-квартира последнего расположена в Бецдорфе).

## Телефония
- Телефонные линии: 314,7 тыс. на 1999 год
- Абоненты мобильный связи: 215741 на 2000 год
- Структура телефонной сети в стране: большое количество кабелей, через страну проходит TAT-6 кабель, соединяющий Европу и Северную Америку, с тремя выделенными каналами.
- Телефонный код: 352

## Радиовещание
В стране в 1999 году были две AM-радиостанции, 9 FM-радиостанций и две коротковолновые радиостанции. Численность радиослушателей на 1997 год — 285 тысяч.

## Телевидение
RTL Group располагает следующими телеканалами в Люксембурге:
- RTL Télé Lëtzebuerg и Den 2ten RTL (на люксембургском языке)
- RTL Television, RTL Shop и Super RTL (на немецком языке)
- RTL 4, RTL 5, RTL 7, RTL 8, RTL Lounge (на голландском языке)
- Club RTL, M6, Plug TV, RTL-TVI (на французском языке)

Телезрителей: 285 тысяч на 1998 год.

## Интернет
Активное развитие Интернета ведётся с 2000 года: на тот момент насчитывается 8 провайдеров. В 2001 году в стране было 100 тысяч пользователей. Есть национальный домен верхнего уровня .lu, также с 2006 года ведётся развитие Wi-Fi проекта Hotcity.